# Frans Krajcberg
Frans Krajcberg (Kozienice, 12 april 1921 – Rio de Janeiro, 15 november 2017) was een Pools-Braziliaans beeldhouwer, schilder, graficus en fotograaf.

## Leven en werk
Krajcberg werd in 1921 geboren als zoon van een Joodse familie in de Poolse stad Kozienice in Mazovië. Reeds als jongere was hij in kunst geïnteresseerd. Ten tijde van het uitbreken van de Tweede Wereldoorlog bevond hij zich niet ver van de grens met Duitsland en bij terugkeer in Kozienice was zijn familie verdwenen en hun huis bezet door andere bewoners. Hij ontvluchtte Polen, waar hij nooit meer zou terugkeren, door de Wisła over te steken en hij sloot zich aan bij het Rode Leger. Hij raakte gewond en werd opgenomen in een ziekenhuis in Minsk. Gedurende zijn herstelperiode ging hij schilderen en in 1940 werd hij naar een kunstopleiding in Vitebsk gestuurd, die volgeboekt bleek. Tot 1941 volgde hij daarom een ingenieurs- en kunstopleiding in Leningrad. In dat jaar sloot Krajcberg zich aan bij het Poolse Leger en werd naar Tasjkent gezonden. Vervolgens diende hij tot het einde van de oorlog als officier bij de Genie van het Poolse 2e Korps.
In 1945 ging hij naar Stuttgart, waar zich veel vluchtelingen uit Kozienice bevonden, en vernam dat van zijn familie hij de enige overlevende van de Holocaust was. Van 1947 tot 1949 studeerde hij bij Willi Baumeister aan de Staatliche Akademie der Bildenden Künste Stuttgart. Baumeister adviseerde hem naar Parijs te gaan en schreef een introductiebrief voor Fernand Léger. In Parijs werd hij zes maanden lang ondersteund door Marc Chagall, wiens familie hij kende uit Vitebsk. Met diens hulp emigreerde hij uiteindelijk naar Brazilië en hij vestigde zich, na een oponthoud van enkele dagen in Rio de Janeiro, in de stad São Paulo. Hij werkte als assistent in het pas geopende Museu de Arte Moderna de São Paulo, waar in 1951 de eerste Biënnale van São Paulo plaatsvond. Hij schilderde en exposeerde wel, maar verkocht niets.
In 1952 verhuisde Krajcberg naar Monte Alegre in de staat Paraná, waar hij een aanstelling kreeg als grafisch ontwerper in een papierfabriek en hij nam de Braziliaanse nationaliteit aan. Op zoek naar bloemmotieven kwam hij voor het eerst in contact met de Braziliaanse natuur en in 1954 gaf hij zijn baan op. Hij isoleerde zich volledig in de natuur van Paraná, schilderde zelfportretten, stillevens en planten en bouwde zijn eigen huis in het woud. In 1956 beëindigde hij deze periode en vestigde zich in Rio de Janeiro. Hij deelde een atelier met de beeldhouwer Franz Weissmann en samen namen zij deel aan de Biënnale van São Paulo van 1957. Krajcberg won de prijs van Melhor pintor brasileiro, de beste Braziliaanse schilder.
In 1958 vestigde hij zich weer in Parijs en hield vanaf nu een atelier aan in de Parijse wijk Montparnasse. Hij zocht vaak de rust van het eiland Ibiza en fotografeerde er de natuur. Ook maakte hij er zijn eerste stone paintings en hij werd een vertegenwoordiger van de zogenaamde Land art. In 1959 maakte hij zijn eerste reis naar het Amazonegebied en in 1960 had hij contact met Jean Dubuffet, die zijn werk bewonderde, en Georges Braque, die hem aanwijzingen gaf en twee litho's met hem vervaardigde. Hij reisde tussen Rio de Janeiro, Parijs en Ibiza. In 1964 won hij met zijn schilderijen van aarde en stenen een prijs bij de Biënnale van Venetië. In hetzelfde jaar nog vestigde hij een atelier dicht bij de Pico de Cata Branca in de regio Itabirito in het hartje van de staat Minas Gerais, waar de bodem is gekleurd met vele pigmenten oker, grijs, bruin, groen en vooral rood. Hij maakte nu zijn eerste sculpturen van dood hout en benadrukte de lijnen met gekleurde aarde.
Vanaf 1966 werkt hij in een atelier, gebouwd van glas en hout naar een ontwerp van de Braziliaanse architect José Zanine, aan de kust in Nova Viçosa, dat hij openstelde voor Braziliaanse kunstenaars, die met hout willen werken. Hij bouwde twee expositieruimtes en voor zichzelf een boomhuis. In oktober 2003 werd een cultureel centrum, het Espaço Frans Krajberg geopend in de Jardim Botânico van Curitiba, waar meer dan honderd sculpturen die hij had vervaardigd in Nova Viçosa permanent worden tentoongesteld. In 2003 werd door de burgemeester van Parijs, Bertrand Delanoë, de Krajcberg Space geopend aan de Avenue du Maine in Parijs, waar de sculpturen, schilderijen en grafisch werk worden geëxposeerd, die hij aan de stad Parijs had geschonken.
Frans Krajcberg overleed in 2017 op 96-jarige leeftijd in een ziekenhuis in Rio de Janeiro.

## Fotogalerij

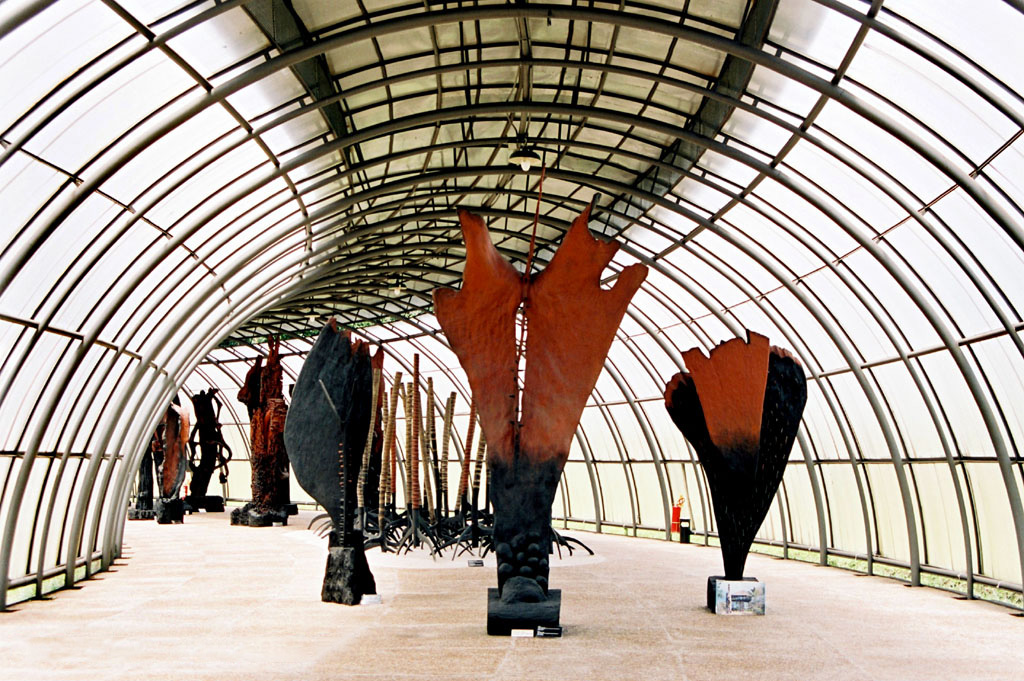
Espaço Frans Krajcberg, Curitiba
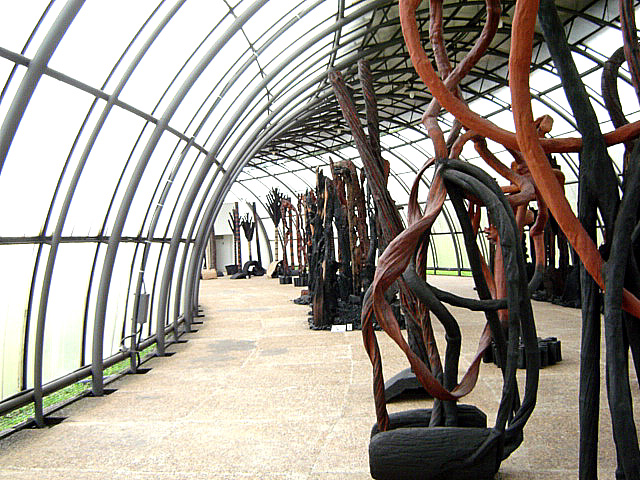
Selectie van zijn sculpturen, Curitiba
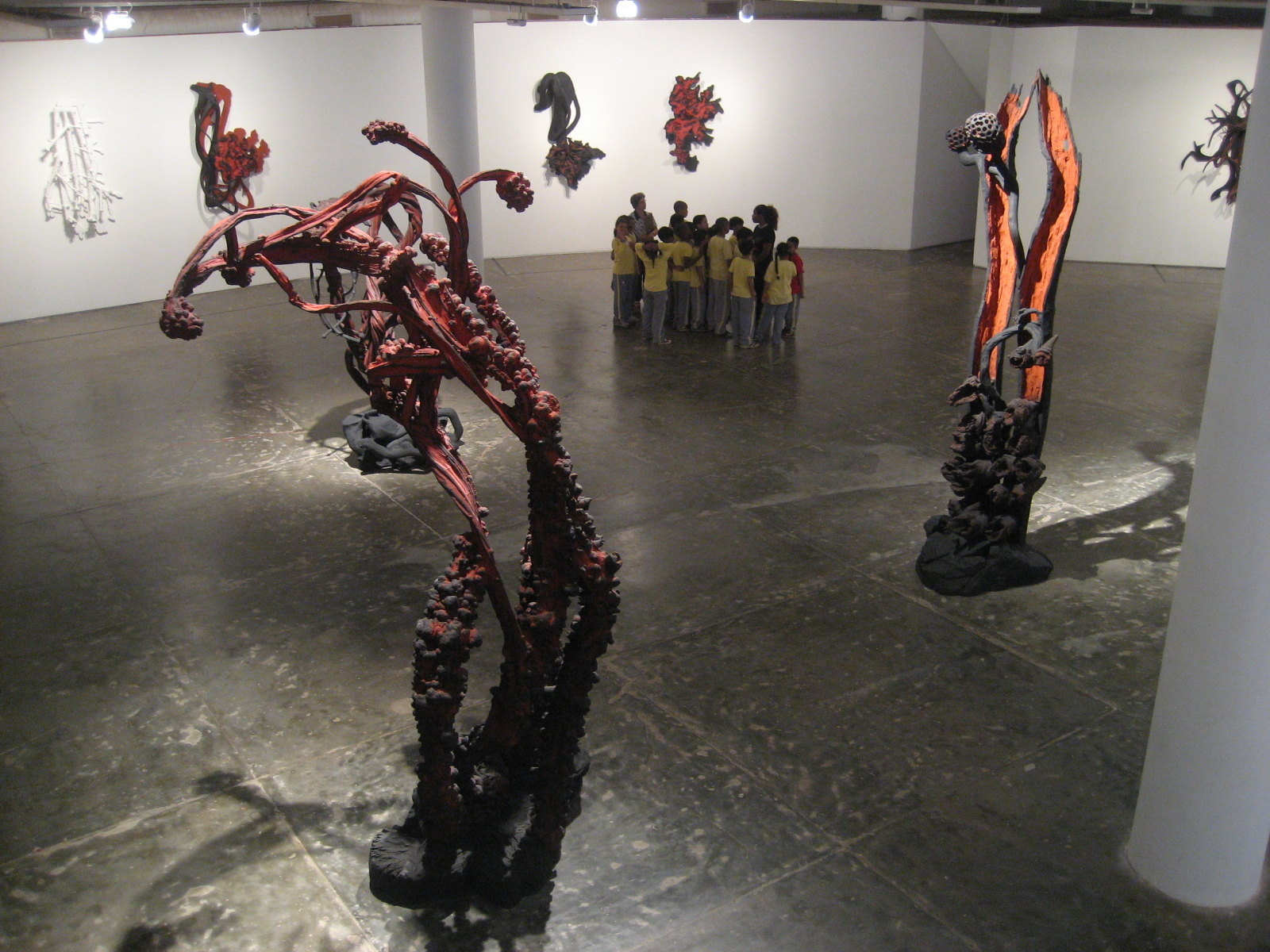
Expo "Nature" in São Paulo (2008)
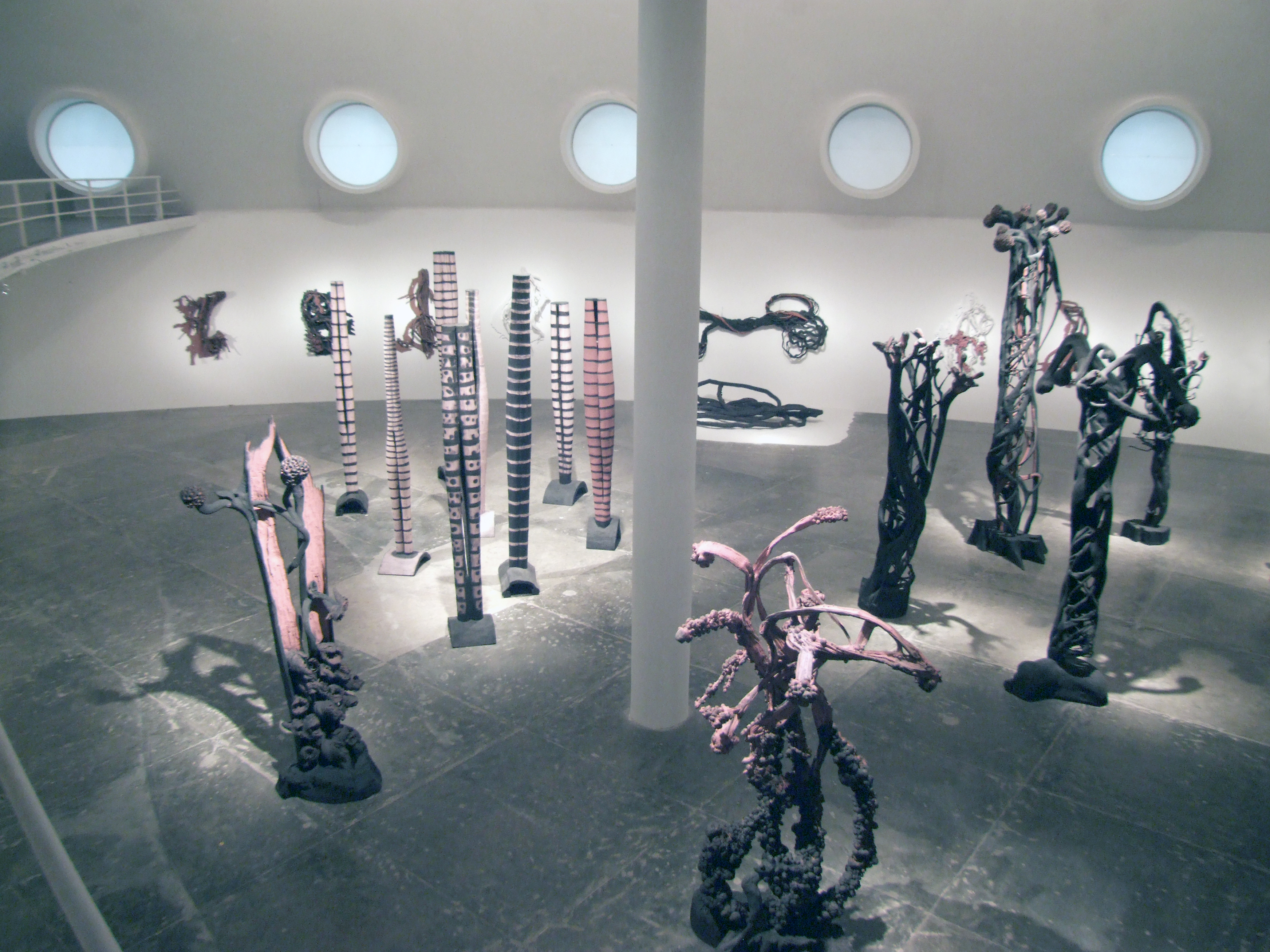
Frans Krajcberg, Exhibition Natura, Oca, São Paulo 2008